# Alejandro Canale
Mario Alejandro Canale (Córdoba, 17 febbraio 1954) è un allenatore di rugby a 15, dirigente sportivo ed ex rugbista a 15 argentino, ha giocato mediano d'apertura tra Argentina, Italia e Francia. Ha cominciato la carriera da allenatore nel Modena e poi, eccetto alcuni anni in patria, è stato allenatore soprattutto in Veneto, successivamente ha ricoperto il ruolo di direttore sportivo in Italia e Argentina. Da 2018 al 2019 è stato allenatore in Romania al Baia Mare.

## Biografia
Nativo di Córdoba ha cominciato a giocare a rugby nel club locale La Tablada. Continuò la carriera in Francia al Cahors e poi in Italia tra Amatori Milano, Bologna e Modena. In Emilia iniziò l'attività di allenatore fino al 1995 quando tornò in Argentina. Con La Tablada conquistò il campionato nazionale. Tornò in Italia per allenare il Bologna e con cui vinse la Serie A2 e ottenne la promozione.
Fu quindi ingaggiato dal Rovigo come capo-allenatore con cui rimase fino al 2006, eccetto una parentesi al Silea nel 2003. Terminata l'esperienza nel Polesine si trasferì per un anno al Petrarca questa volta come direttore sportivo, l'anno successivo fu al Calvisano. Nel 2009 a stagione in corso sostituì Marzio Innocenti sulla panchina del Veneziamestre e nel 2010 tornò a Rovigo in veste di DS.
Fu ancora in Argentina prima presso il suo club e poi, nel 2014, fu selezionato per il ruolo di direttore sportivo della Unión Cordobesa de Rugby.
Nel 2017 fu ingaggiato dal Baia Mare in Super Liga rumena e vinse il titolo nel 2019.

## Palmarès

### Allenatore
- Nacional de Clubes: 1
La Tablada: 1999
- Campionati rumeni: 1
Baia Mare: 2018-19